# Rodzinna Europa
Rodzinna Europa – esej biograficzny Czesława Miłosza wydany  przez Instytut Literacki w Paryżu w 1959 jako 50. tom Biblioteki „Kultury”. Pierwsze wydanie krajowe w oficjalnym obiegu ukazało się w 1990
Książka powstała w latach pięćdziesiątych w Montgeron, ukończona została w Paryżu w 1958. Stanowi studium na temat Europy Wschodniej oparte na biografii autora, jest rodzajem intelektualnej autobiografii podejmującej wielkie problemy epoki. We wstępie autor wyjaśnia, że jest to próba opowiedzenia innym Europejczykom, co to znaczy być Wschodnioeuropejczykiem. Miłosz opisuje m.in. swą genealogię rodzinną, dzieciństwo i młodość, doświadczenia wojenne, stosunek do marksizmu i katolicyzmu.
Jarosław Iwaszkiewicz określił esej epitetem „szatańska książka”, natomiast zachwyciła się nim Maria Dąbrowska: „To jest Miłosza arcyksiążka. Odpowiednikiem Pana Tadeusza w naszej literaturze dzisiejszej jest Miłosza Rodzinna Europa”.

## Rozdziały
- Miejsce urodzenia
- Przodkowie
- Podróż do Azji
- Wojna
- Dziesięć dni, które wstrząsnęły światem
- Dalszy ciąg wojen
- Miasto młodości
- Wychowanie katolickie
- Narodowości
- Marksizm
- Rosja
- Podróż na Zachód
- Młody człowiek i sekrety [o Oskarze Miłoszu]
- Celnik
- Granica pokoju
- GG [Generalna Gubernia]
- Intermezzo
- Tygrys [o Tadeuszu Krońskim]

## Wydania polskie
- Paryż: Instytut Literacki, 1959, 1980, 1983, 1986, 1989
- Warszawa: Logos, 1981
- Kraków: KOS (Krakowska Oficyna Studencka), 1982
- Wrocław: NZS Uniwersytet Wrocławski, 1981
- Gdańsk: Litery, 1985
- Warszawa: Czytelnik, 1990 (pierwsze oficjalne wydanie krajowe), 1998
- Kraków: Wydaw. Literackie, 1994, 2011
- Kraków: Wydaw. Literackie;  Znak, 2001
- Warszawa: Polityka Spółdzielnia Pracy, 2008
- Kraków: Wydawnictwo ZNAK, 2025, przedmowa Oksana Zabużko

## Przekłady na języki obce
- Europa familiare, Milano: Silva Editore 1960
- West und Östliches Gelände, Köln: Kiepenheuer & Witsch 1961, 1980; München: Dt. Taschenbuchverlag 1986
- Une autre Europe, Paris: Gallimard, 1964, 1980, 1981
- Native realm. A search for self-definition, Garden City; New York: Doubleday & Company, 1968
- Mitt Europa, Stockholm: Bromberg 1981
- Native realm. A search for self-definition, Berkeley: University of California Press, 1981
- Otra Europa, Barcelona: Tusquets Editores 1981
- Geboortegrond, Amsterdam: Uitgeverij de Arbeiderspers, 1982
- Euroopan lapsi, Porvoo: WSOY 1985 (fiń.)
- La mia Europa, Milano: Adelphi 1985, 2008; Torino: Unione Tipografico-Editrice Torinese 1986
- Native realm. A search for self-definition, Hermandsworth: Penguin, 1988
- Native realm. A search for self-definition, London: Penguin Books, 1988
- Druga Evropa, Gornji Milanovac: Decje Novine, 1991
- En ostereuropaers historie, Kobenhavn: Kobenhavn Bogforlag, 1992
- Rodná Evropa, Olomouc: Votobia 1997
- Europa natală, București: Editura Univers, 1999
- Rodbinska Europa, Zagreb: Nakladni zavod Matice hrvatske, 1999
- Native realm. A search for self-definition, New York: Farrar, Straus and Giroux, 2002
- Gimtoji Europa, Vilnius: Regnum Fondas 2003
- Rodinna Êvropa, L'vìv: Lìtopis, 2007
- Családias Európa, Pozsony: Kalligram, 2011 (węg.)
- Dzimtā Eiropa, Rīgā: Zvaigzne ABC, 2011 (przełożył Māris Salējs)[3]
- Gimtoji Europa, Vilnius: Apostrofa,  2011
- Rodnaâ Eŭropa, Mìnsk: Logvìnaŭ, 2011
- Rodná Európa, Bratislava: Kalligram, 2012
- Rodnata Evropa, Ruse: MD Elias Kaneti, 2012
- Sünnimaa Euroopa, Tartu: Henrik Lindepuu Kirjastus, 2012

## Wybrane recenzje
- Hampl Patricia, Czesław Miłosz i pamięć, „Krasnogruda” 2001, nr 13, s. 23-34.
- Kurpiewski Lech, Rodzinna, pomimo wszystko , „Słowo. Przegląd kulturalny” (Warszawa) 1991, nr 1, s. 8.
- Kurpiewski Lech, Rodzinna, pomimo wszystko , „Słowo. Przegląd kulturalny” (Warszawa) 1990, nr 1, s. 4.
- Myszkowski Krzysztof, Moje okolice , „Kwartalnik Artystyczny” 2001, nr 2, s. 139-141.